# Shakira
 Der er for få eller ingen kildehenvisninger i denne artikel, hvilket er et problem. Du kan hjælpe ved at angive troværdige kilder til de påstande, som fremføres i artiklen.

Shakira Isabel Mebarak Ripoll (født 2. februar 1977), bedre kendt som Shakira, er en colombiansk sangerinde, født i Barranquilla, Colombia, som datter af en mor af spansk og italiensk afstamning og en libanesisk far. 

## Biografi
Hun har otte halvsøskende, fire brødre: Alberto Mebarak, Edward, Moises og Tonino, og to søstre: Ana og Lucy. En femte bror, Robin er død, og det samme er en tredje søster, Patricia Tellez. Alle hendes halvsøskende stammer fra hendes fars første ægteskab.
Shakiras andet navn ’Isabel’, er fra hendes farmor.
Det er faktisk hendes fars skyld, at hun begyndte at skrive sange. Og hun begyndte at skrive ret tidligt. Hun startede med at skrive små notater til sin far, og lidt senere skrev hun sit første digt 'La Rosa De Cristal'(Rosen Af Glas) som 4-årig.
Hun gik i skole på ’La Ensenanza’ I Barranquilla, som er en privat katolsk pigeskole.
Da hun var elleve begyndte hun at synge professionelt og vandt en colombiansk konkurrence; Buscando Artista Infantíl. 
Hun skrev sin første sang som 7-årig. Den hedder 'Tus Gafas Oscuras' (Dine Mørke Solbriller), som handlede om hendes far, som efter sin søns død hele tiden gik med sorte briller. Men der skulle da heller ikke gå mange år, inden hun fik en pladekontrakt. Allerede som 13-årig indspillede hun sit første album med sine egne sange. Det blev dog ikke nogen succes og også hendes efterfølgende album floppede.  
Det var først i en alder af 18, at hun fik sit gennembrud med albummet Pies Descalzos, der solgte 6 millioner eksemplarer på verdensplan. Hendes næste album, ¿Dónde Están Los Ladrones?, blev en endnu større succes med 10 millioner solgte eksemplarer. Shakira udgav også en live cd, MTV Unplugged, som solgte 8 millioner eksemplarer på verdensplan. Efter to succesfulde spansksprogede albums var det nu tid til at forsøge sig på engelsk, og Shakira udgav i 2002 albummet Laundry Service, som var en kombination af engelske sange såvel som spanske, dog hovedsageligt engelske. På trods af at hun blev kritiseret for sine manglende engelskkundskaber, blev albummet en kolossal succes og solgte 20 millioner cd'er på verdensplan. Efter i mellemtiden at have udgivet et opsamlingsalbum og et livealbum kom der i 2005 nyt materiale fra Shakira. Først albummet Fijación Oral Vol. 1 på spansk og senere samme år kom Oral Fixation Vol. 2 med nye engelske sange, heriblandt hittet – Hips Don't Lie, som solgte 10 millioner eksemplarer, hvilket gør Hips Don't Lie den bedst sælgende single siden Chers Believe i 1998. Efter den store succes med dobbeltpladerne tog Shakira en pause, men optrådte blandt andet på Rock In Rio Madrid i 2008. I starten af 2009 optrådte hun for Barack Obama under hans indsættelse i januar. Her optrådte hun med Stevie Wonder og Usher, såvel som alene. Efter dette annoncerede hun sit nye album, She Wolf, og udgav singlen med samme navn i juni. Hun beskrev albummet som et sidespring fyldt med elektroniske rytmer mixet med etniske. Albummet blev udgivet i oktober, og fik kun middel succes. I maj 2010 blev hun valgt til at skrive den officielle sang til FIFAs VM i Sydafrika. Sangen Waka Waka (This Time for Africa) har taget verden med storm, og lå på førstepladsen i 18 landes hitlister. Shakira udgiver nu sit syvende studioalbum i september 2010 med titlen Sale El Sol – "Jeg ser det som havende to strømninger," sagde hun i forbindelse med udgivelsen. "Den ene er en masse om kærlighed, oplevelser og følelser. Og den anden side af det er meget glædeligt, og optimistisk. Den ene del er desuden rockorienteret, mens den anden har latinske rytmer."
Siden 2010 har hun dannet par med Gerard Piqué der spiller fodbold for FC Barcelona. De fik den 23. januar 2013 en søn, som hedder Milan Piqué Mebarak. Den 29. januar 2015, klokken 21.54 fødte hun i Barcelona sin anden søn, Sasha.

## Socialt arbejde
Shakira har i Colombia stiftet fonden Barefoot Foundation (Pies Descalzos Foundation) som skal sikre uddannelse til fattige børn. I 2006 ærede FN hende for at stifte fonden. Hun har siden 2003 været UNICEF Goodwill Ambassador.

## Diskografi

### Album
- Magia (1991)
- Peligro (1993)
- Pies Descalzos (1995)
- Dónde Están los Ladrones? (1998)
- Laundry Service (2001)
- Fijación Oral, Vol. 1 (2005)
- Oral Fixation, Vol. 2 (2005)
- She Wolf (2009)
- Sale el Sol (2010)
- Shakira (2014)
- El Dorado (2017)
- Las Mujeres Ya No Lloran (2024)

### Dvd'er
- 2000 MTV Unplugged
- 2002 VH1 Divas 2002
- 2004 Live And Off The Record
- 2005 En Vivo Y en Privado
- 2007 Oral Fixation Tour
- 2010 Live From Paris

### Singler
- 1991 "Magia"
- 1991 "Suenos"
- 1991 "Esta Noche Voy Contigo?"
- 1993 "Tu Seras La Historia De Mi Vida"
- 1995 "Dónde Estás Corazón"
- 1995 "Estoy Aquí"
- 1996 "Un Poco De Amor"
- 1997 "Se Quiere, Se Mata"
- 1997 "Antología"
- 1998 "Ciega, Sordomuda"
- 1998 "Inevitable"
- 1998 "Ojos Así"
- 1999 "Tú"
- 2000 "No Creo"
- 2001 "Whenever, Wherever/Suerte"
- 2002 "Te Dejo Madrid"
- 2002 "Underneath Your Clothes"
- 2002 "Objection" (Tango)
- 2002 "Que Me Quedes Tu"
- 2003 "The One"
- 2004 "Poem To A Horse"
- 2005 "La Tortura" (featuring Alejandro Sanz)
- 2005 "No"
- 2005 "Don't Bother"
- 2006 "Dia De Enero"
- 2006 "Hips Don't Lie" (featuring Wyclef Jean)
- 2007 "Illegal" (featuring Carlos Santana)
- 2009  "She Wolf/Loba"
- 2009  "Did It Again/Lo Hecho Está Hecho" (kun Europa og Sydamerika)
- 2009  "Give It Up To Me" (featuring Lil' Wayne) (kun USA og Canada)
- 2010  "Gypsy/Gitana"
- 2010  "Waka Waka (This Time for Africa)/Waka Waka (Estó Es Africa)" (Officielle sang til FIFA World Cup 2010 i Sydafrika)
- 2010  "Loca" (featuring Dizzee Rascal/El Cata)
- 2011  "Sale el Sol"
- 2011  "Rabiosa" (featuring Pitbull/El Cata)
- 2012  "Addicted To You"
- 2012  "Get It Started" (Pitbull featuring Shakira)
- 2014  "Can't Remember To Forget You" (featuring Rihanna) / "Nunca Me Acuerdo De Olvidarte"
- 2014  "Empire"
- 2014 "Dare (La La La)"
- 2014 "La La La" (FIFA World Cup 2014 i Brasilien)